# Канда (река, впадает в Белое море)
Канда — река в Мурманской области России. Протекает по территории Кандалакшского района. Впадает в губу Канда Белого моря.
Длина реки составляет 57 км. Площадь бассейна 717 км².
Берёт начало в лощине между горами Сильдойва и Мохнатые Рога, там же берёт начало река Рагутчане (бассейн Ёны). Протекает по лесной, местами заболоченной местности. Берега реки покрыты ельником и сосновым бором. Порожиста. Крупнейшие пороги: Сухой, Падун и Финский. В 16 км от устья, по правому берегу реки впадает река Рябина. В 6 км от устья, по правому берегу реки впадает река Лобка, берущая начало из Вудозера. Впадает в губу Канда, образуя дельту с несколькими небольшими островами. Населённых пунктов на реке нет. Через Канду перекинут автомобильный мост на автодороге Кандалакша—Зареченск.

## Этимология
Вероятно, своё название река получила от карельского слова канда — «протока».
Соболевский А. И. выводит название рек Канда, Кондома, Кондаша, Кондас, Кудьма и прочих водных объектов с сочетанием -канд, -конд из древних индоевропейских языков: древнеиндийского — candha «блестящий» и латинского — candidus, candeo и др. «яркий», «блестящий», «белый».

## Данные водного реестра
По данным государственного водного реестра России относится к Баренцево-Беломорскому бассейновому округу, водохозяйственный участок реки — реки бассейна Белого моря от западной границы бассейна реки Нива до северной границы бассейна реки Кемь, без реки Ковда.
Код объекта в государственном водном реестре — 02020000712102000000052.